# オロフ・パルメ
スヴェン・オロフ・ヨアキム・パルメ（ Sven Olof Joachim Palme、1927年1月30日 - 1986年2月28日）は、スウェーデンの政治家。2期にわたって同国の首相を務めたが、在任中に暗殺された。

## 生涯
ストックホルムに生まれる。ストックホルム大学を卒業した後、アメリカに渡ってケニオン大学で法学を専攻した。スウェーデン全学連委員長時代にはベトナムの平和回復運動の先頭に立った。1949年にスウェーデン社会民主労働党に入党し、当時の首相であったターゲ・エルランデルの個人秘書を務めた。1957年に上院議員に初当選。1963年、エルランデルの元で無任所相に就任し、その後1965年に運輸通信相、1967年に教育相を歴任する。1969年、エルランデルが高齢を理由に引退し、その後を受けて42歳で社会民主労働党議長および首相に就任した。1976年の総選挙では核エネルギーの導入が争点となったが、反対を掲げる中央党・穏健党・自由党の3党から成るブルジョワ・ブロックに大敗し、44年ぶりに社会民主労働党が下野した。続く1979年の総選挙では善戦したものの政権奪還に失敗した。1982年の総選挙ではブルジョワ・ブロックの失政を突いて快勝、政権復帰を果たして首相に再就任した。

### 暗殺
首相在任中の1986年2月28日深夜、ストックホルムの路上で黒いオーバーの男によって拳銃で2発を撃たれて射殺された（オロフ・パルメ暗殺事件）。
パルメの妻の目撃証言によって、事件後に容疑者としてスウェーデン生まれのクリステル・ペターションが逮捕された。地方裁判所で終身刑となったが、控訴審では妻の証言の信憑性が疑われるとして無罪となった。ペターションは2004年に頭部の怪我により死亡した。
また、ソ連国家保安委員会（KGB）が暗殺の情報を事前に掴んでいた可能性があるとスウェーデンの新聞等で報じられたが、KGBはこれを否定した。2006年には暗殺に使用されたと見られる拳銃がダーラナ県にある湖底で発見された。
2012年にイギリス在住のスウェーデン人ハンス・クリスチャン・ラウジング（テトラパック創業者であるルーベン・ラウジングの孫）の妻、エヴァ・ラウジングが変死した事件があり、エヴァが亡くなる直前にパルメの暗殺に関する情報をスウェーデン当局に通報していたことが報じられた。
2020年6月10日、検察は暗殺の最重要容疑者として、パルメの左派政策に強く反対していた広告コンサルタントスティグ・エングストロムの名前を公表したものの、エングストロムは既に死亡しているとして、捜査を打ち切ったと発表した。

## 政策
パルメはカリスマ・リーダーとして登場したものの、内政では大企業の国営化プログラム、原子力の導入など当時から物議を醸した政策を推進しようとしたため国内における評価は芳しくない。しかし、外交政策においては、第三世界問題や1981年に組織された国連軍縮委員会（パルメ委員会）で委員長として主体性を発揮するなどしたため高く評価されている。
パルメは平和主義と共産主義を明確に分けていた。共産主義について独裁体制に成り得る上で、スウェーデンの政治に合わないとして否定的だった。
但し、政策にも現れた様に資本主義についても懐疑的だった。
ベトナム戦争に対するアメリカの介入を強硬に批判し、大量の兵役忌避者や脱走兵を受け入れた。1968年にプラハの春に対するソ連の武力弾圧や南アフリカのアパルトヘイト政策、スペインのフランコ政権、チェコスロバキア社会主義共和国のグスターフ・フサークによる独裁政治を辛辣に批判し続け、反核運動にも尽力した。

## IB事件
IB事件とはスウェーデン秘密諜報機関IBによる違法監視活動の暴露事件である。この機関の主な目的は2つあり、外国諜報機関との連絡処理、共産主義者や国家への脅威とみなされる人物の情報を収集することであった。IBという名前の意味は正確にはわかっていない。Informationsbyrån (情報局、情報局)が由来とされるがこれは推測であり、組織内で一般的に使用されていなかった。
暴露につながった主要人物は、ジャーナリストのヤン・ギィユーとピーター・ブラット、そして彼らの情報源であるホーカン・アイサクソンでした。2人の記者は、1973年5月3日の左翼雑誌『Folket i Bild/Kulturfront』で自分たちの調査結果を明らかにした。この記事はすぐに多くのスウェーデンの有力日刊紙に取り上げられた。 彼らの指摘は以下のとおり。
スウェーデンにはIBと呼ばれる非正式な秘密諜報機関があった。その局長ビルガー・エルマーは閣僚レベルで選ばれた主要人物、おそらく国防大臣スヴェン・アンダーソンとオロフ・パルメ首相に直接報告していた。
スウェーデン議会リクスダーゲンはその活動を知らなかった。
極左思想を持つ人々は監視、登録されていた。
IBのエージェントはスウェーデンの左翼組織に潜入し、時には彼らを犯罪行為に誘導しようとした。
スウェーデン人のスパイが海外で活動していた。
IBのスパイがストックホルムのエジプト大使館とアルジェリア大使館に侵入した。
スウェーデンの中立外交政策とは対照的にIBは中央情報局およびイスラエル総保安庁と広範囲に協力した。
Folket i Bild/Kulturfrontの次の号で、IBのさらなる活動を明らかにし、FNL、 南ベトナム民族解放戦線を支援するスウェーデンの運動に潜入していた男性にインタビューしました。この男はIBで働いており、ヨルダンのパレスチナゲリラキャンプを訪問した。後にIBの情報がイスラエル治安機関に引き渡され、その結果キャンプが爆撃されたと推測される報告書を作成していた。その男、グンナー・エクバーグはインタビューでIBと決別したと主張したが、実際にはまだ組織のために働いていた。これはFiB/Kulturfrontの次の版で暴露されたが、その時にはエクバーグは地下に潜っていた。スウェーデン当局は彼を見つけることが出来なかった主張した。
この雑誌にはIBの元従業員であるホーカン・アイサクソンからの情報が掲載されており、彼はIBが2つの政治組織に潜入したと主張した。すなわち、親北ベトナム組織であるFNLグループと毛沢東主義政党であるスウェーデン共産党である。後者の場合には盗聴器が設置されていた。この暴露の後、国防大臣はIBがスウェーデン国外でスパイ活動に従事し、スウェーデン国内の組織に盗聴を含む潜入活動を行っていたことを認めた。1974年にIBがフィンランドで大規模なネットワークを構築していたという証拠が提出され、その中にはフィンランドの外務大臣ヴァイノ・レスキネンも含まれていました。このネットワークの主な使命は、ソ連に関する情報を収集することだった。ソ連諜報員が潜入していると考えられていたため、IBはフィンランド治安情報局と接触していなかった。1973年11月、オロフ・パルメ首相はIBと社会民主党との関係を否定した。しかし、元治安当局長官PG・ヴィンジの回想録によると、ビルガー・エルマーはパルメと定期的に連絡を取り、社会民主党書記のスヴェン・アンダーソンに定期的に報告を行っていたという。スヴェン・アンダーソン国防大臣は、スウェーデンが海外にスパイを持っていることを否定した。同氏はまた、IBが強盗や市民の政治的意見の文書化に関与していたことも否定した。
ヤン・ギルー、ピーター・ブラット、ホーカン・アイサクソン、写真家のオヴェ・ホルムクヴィストは1973年10月22日、スパイ容疑でスウェーデン保安局に逮捕された。1974年1月4日、それぞれに懲役1年の判決が下された。ブラットとギルーは両方ともスパイ行為で有罪判決を受けた。アイサクソンはスパイ活動とスパイ活動の幇助の罪で有罪判決を受けた。控訴の結果、ギユーの刑期は10か月に減刑された。
議会オンブズマンはIB組織を調査したが、彼らはいかなる法律にも違反していないとの結論に達した。左翼組織への侵入に関してオンブズマンは、IB職員が鍵や開錠ピックを使って敷地内に侵入し、何も盗んでいなかったので犯罪とはみなせないと述べた。2002年に、IBの運営に関する広範な公開報告書「Rikets säkerhet och den personliga integriteten (王国の安全と個人の誠実さ)」が発行された。この報告書は事件の詳細を明らかにしましたが、法的な影響はなかった。憲法を逸脱した犯罪行為が広範に行われていることが明らかになったにもかかわらず、これまでのところIBのメンバーは誰も起訴されておらず、政治家や政府関係者も起訴されていない。

## 日本との関係
1981年に原爆が投下された広島市を訪問している。

## 人物
西側諸国の首脳で初めてキューバを訪れている。
アメリカの作家、ジェロルド・シェクターの会談では「大国の政治システムは小国にとっては脅威になり得る。」「大国における緊張緩和が未来の世界に必要です。」「時には強い言葉も大事なこと。」と話した。第二次世界大戦については「我々は大戦での決定は正しいと考え、乗り越えていくにはドイツ人等と共に行動する必要があったが、ナチス・ドイツの侵攻を容認したのもまた事実です。」とシェクターに語っている。